# Precambrian
Precambrian è il quarto album in studio del gruppo musicale tedesco The Ocean, pubblicato il 2 novembre 2007 dalla Metal Blade Records.

## Descrizione
Si tratta di un concept album suddiviso in due dischi rappresentanti rispettivamente gli eoni Adeano/Archeano e Proterozoico. A loro volta i vari brani in esso presenti formano degli atti i cui titoli sono riconducibili alle specifiche ere geologiche. Riguardo al progetto, il chitarrista Robin Staps ha spiegato come il gruppo abbia cercato di realizzare un disco da essere ascoltato dall'inizio alla fine, ponendosi contro l'avvento delle piattaforme musicali digitali:
Nel 2018 l'album è stato ripubblicato in edizione triplo vinile, accompagnato da una nuova versione del brano Rhyacian.

## Tracce
Testi e musiche di Robin Staps, eccetto dove indicato.
CD 1 – Hadean/Archaean
- I. Hadean

1. Hadean – 3:48 (testo: Ray J. Shaw, Robin Staps)

- II. Archaean

1. Eoarchaean – 4:46 (testo: Mike Pilat, Robin Staps)
2. Palaeoarchaean – 2:46 (testo: Charles Baudelaire)
3. Mesoarchaean – 5:20 (testo: Comte de Lautréamont)
4. Neoarchaean – 5:24 (testo: Comte de Lautréamont)

CD 2 – Proterozoic
- III. Palaeoproterozoic

1. Siderian – 1:57 (musica: Robin Staps, Tomas Svensson)
2. Rhyacian – 10:57 (testo: Robin Staps, Friedrich Nietzsche, Comte de Lautréamont)
3. Orosirian – 6:29
4. Statherian – 5:58

- IV. Mesoproterozoic

1. Calymmian – 8:19
2. Ectasian – 8:58 (testo: Georg Trakl)
3. Stenian – 8:20

- V. Neoproterozoic

1. Tonian – 7:18
2. Cryogenian – 3:32

Traccia bonus nella riedizione del 2018
1. Rhyacian (2017 Studio Version) – 10:57

## Formazione
Gruppo
- Torge Liessmann – batteria, percussioni
- Matt Beels – chitarra
- Robin Staps – chitarra, percussioni (CD 1), campionatore (CD 2), voce (CD 2: tracce 2, 6 e 7)
- Mike Pilat – basso (CD 1; CD 2: tracce 2, 3, 5-7), voce (CD 1: eccetto traccia 4; CD 2: tracce 2, 3, 6 e 8)
- Walid Farruque – chitarra solista (CD 1: traccia 2)
- Nico Webers – voce (CD 1: tracce 1-3; CD 2: tracce 2, 5 e 8)
- Meta – voce (CD 1: tracce 1 e 5; CD 2: tracce 2, 3, 5-8)
- Nate Newton – voce (CD 1: traccia 3; CD 2: traccia 8)
- Rene – voce (CD 1: traccia 3; CD 2: tracce 3, 7 e 8)
- Jason Emry – voce (CD 1: traccia 3)
- Eric Kalsbeek – voce (CD 1: traccia 4)
- John Gürtler – sassofono (CD 2: traccia 1)
- Tomas Svensson – campionatore aggiuntivo (CD 2: traccia 1)
- Stefan Heinemeyer – violoncello (CD 2: tracce 2, 4-7, 9)
- Karina Suslov – viola (CD 2: tracce 2-7, 9)
- Christoph von der Nahmer – violino (CD 2: tracce 2-4, 8)
- Katharina Sellheim – pianoforte (CD 2: tracce 2, 6-9)
- Daniel Eichholz – glockenspiel (CD 2: tracce 2-5, 7)
- Kevin Spacey – voce narrante (CD 2: traccia 3)
- Caleb Scofield – voce (CD 2: traccia 3)
- Hannes Huefken – basso (CD 2: tracce 4 e 8)
- Jonas Olsson – tamburello (CD 2: tracce 5, 7 e 8)
- Jonathan Heine – basso (CD 2: traccia 6)
- Dwid Hellion – voce (CD 2: traccia 6)
- Jan Oberg – voce (CD 2: traccia 6)
- Tomas Hallbom – voce (CD 2: traccia 7)

Produzione
- Robin Staps – produzione, registrazione
- Jonas Olsson – coproduzione, registrazione e ingegneria parti di batteria e chitarra, missaggio (CD 1)
- Jaakko Virtalähde – mastering (CD 1)
- John Winters – registrazione voce di Emry (CD 1: traccia 3)
- Andrew Schneider – missaggio (CD 2)
- Nick Zampiello – mastering (CD 2)
- Svante Fosbäck – mastering aggiuntivo (CD 2)
- Tomas Svensson – registrazione sassofono e campionatore aggiuntivo (CD 2: traccia 1)
- Andrew Thomas – registrazione voce di Scofield (CD 2: traccia 3)
- Stefan Sundkvist – registrazione voce di Hallbom (CD 2: traccia 7)